# Habenaria novemfida
Habenaria novemfida är en orkidéart som beskrevs av John Lindley. Habenaria novemfida ingår i släktet Habenaria och familjen orkidéer. Inga underarter finns listade i Catalogue of Life.